# Redondilja
Redondilja (šp. redondilla) je strofa u španskoj poeziji od četiri stiha (četvorostih). Razlika u odnosu na katren je u broju stihova, ovde ih ima najviše osam (šp. de arte menor). Najčešće su to osmerci. Rima je asonantska ili konsonantska, mada je konsonantska češće korišćena. Ima obgrljenu rimu abba.
Pojavljuje se u španskoj književnosti u XII veku, iako se ne koristi kao nezavisna strofa sve do  veka. Tokom srednjeg veka koristi se na početku ili na kraju pesama, kancona ili desira, viljansika, kantiga, na kraju naracije ili na kraju priča sa poukom kao što su priče XVI i LI u knjizi šp. Conde Lucanor. U baroku postala je jedna od najkorišćenijih strofa. Najčešće su je koristili Konde de Viljamedijana, Lope de Vega i Baltasar Alkasar. Tokom neoklasicizma u Španiji se manje koristi. U pozorištu je više zastupljena, nego u poeziji.  
{{citat|
-{(a) La tarde más se oscurece;
(b)  y el camino que serpea
(b)  y débilmente blanquea,
(a)  se enturbia y desaparece}-.|Antonio Maćado}}